# Bousse (Moselle)
Pour les articles homonymes, voir Bousse.
Bousse est une commune française située dans le département de la Moselle en région Grand Est.

## Géographie
| Richemont  | Guénange       |                        |
| Mondelange | Bousse         | Rurange-lès-Thionville |
|            | Ay-sur-Moselle |                        |

Bousse est située sur la rive droite de la Moselle, entre Metz et Thionville. Elle possède deux lieux-dits : Blettange et Landrevange.

### Hydrographie
La commune est située dans le bassin versant du Rhin au sein du bassin Rhin-Meuse. Elle est drainée par la Moselle, la Moselle canalisée, le ruisseau de Ruranges-Thionville et le ruisseau de Tremery.
La Moselle, d’une longueur totale de 560 kilomètres, dont 315 kilomètres en France, prend sa source dans le massif des Vosges au col de Bussang et se jette dans le Rhin à Coblence en Allemagne.
La Moselle canalisée, d'une longueur totale de 135,2 km, prend sa source dans la commune de Pont-Saint-Vincent et se jette  dans la Moselle à Kœnigsmacker, après avoir traversé 61 communes.

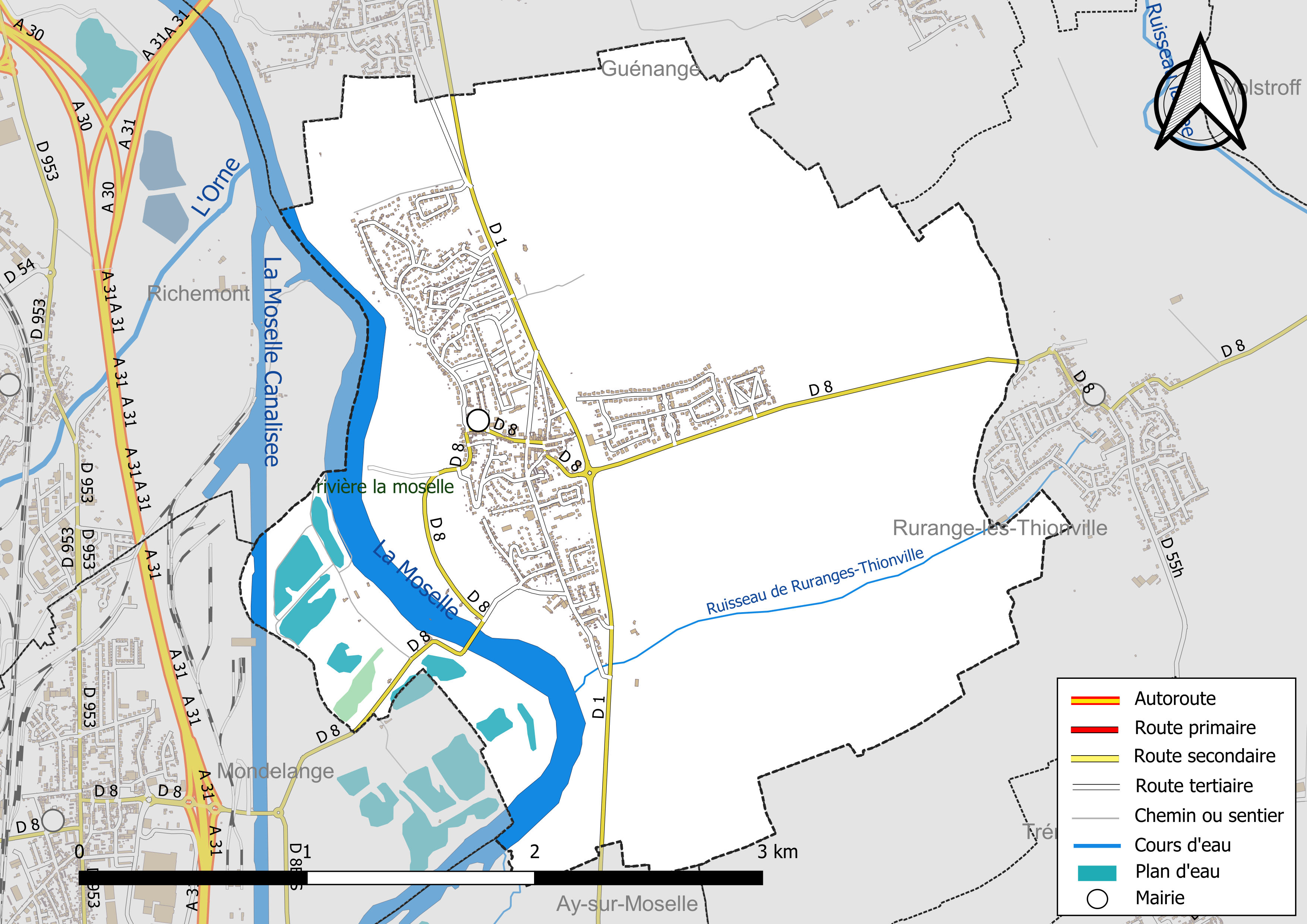
Réseaux hydrographique et routier de Bousse.

La qualité des eaux des principaux cours d’eau de la commune, notamment de la Moselle et de la Moselle canalisée, peut être consultée sur un site dédié géré par les agences de l’eau et l’Agence française pour la biodiversité.

### Climat
Pour des articles plus généraux, voir Climat du Grand Est et Climat de la Moselle.
En 2010, le climat de la commune est de type climat des marges montargnardes, selon une étude du Centre national de la recherche scientifique s'appuyant sur une série de données couvrant la période 1971-2000. En 2020, Météo-France publie une typologie des climats de la France métropolitaine dans laquelle la commune est exposée à un climat semi-continental et est dans la région climatique  Lorraine, plateau de Langres, Morvan, caractérisée par un hiver rude (1,5 °C), des vents modérés et des brouillards fréquents en automne et hiver. 
Pour la période 1971-2000, la température annuelle moyenne est de 9,6 °C, avec une amplitude thermique annuelle de 16,6 °C. Le cumul annuel moyen de précipitations est de 781 mm, avec 12,6 jours de précipitations en janvier et 9,4 jours en juillet. Pour la période 1991-2020, la température moyenne annuelle observée sur la station météorologique de Météo-France la plus proche, « Malancourt », sur la commune d'Amnéville à 4 km à vol d'oiseau, est de 10,2 °C et le cumul annuel moyen de précipitations est de 884,1 mm. 
La température maximale relevée sur cette station est de 39,3 °C, atteinte le 25 juillet 2019 ; la température minimale est de −17,9 °C, atteinte le 5 janvier 1985,,. 
| Mois                                  | jan.             | fév.             | mars           | avril           | mai             | juin            | jui.           | août           | sep.           | oct.            | nov.             | déc.             | année      |
| ------------------------------------- | ---------------- | ---------------- | -------------- | --------------- | --------------- | --------------- | -------------- | -------------- | -------------- | --------------- | ---------------- | ---------------- | ---------- |
| Température minimale moyenne (°C)     | −0,4             | −0,3             | 2,2            | 4,9             | 8,5             | 11,5            | 13,6           | 13,4           | 10,2           | 7,1             | 3,2              | 0,6              | 6,2        |
| Température moyenne (°C)              | 1,8              | 2,7              | 6,3            | 10              | 13,7            | 16,9            | 18,9           | 18,7           | 14,8           | 10,4            | 5,7              | 2,6              | 10,2       |
| Température maximale moyenne (°C)     | 4,1              | 5,8              | 10,4           | 15              | 18,8            | 22,2            | 24,3           | 24             | 19,4           | 13,8            | 8,1              | 4,6              | 14,2       |
| Record de froid (°C) date du record   | −17,9 05.01.1985 | −15,6 07.02.1991 | −14,6 01.03.05 | −6,1 12.04.1986 | −1,4 06.05.1979 | −0,1 05.06.1991 | 2,9 22.07.1980 | 2,9 24.08.1980 | 1,3 07.09.1985 | −3,4 24.10.03   | −10,8 23.11.1998 | −15,5 03.12.1973 | −17,9 1985 |
| Record de chaleur (°C) date du record | 15,2 05.01.1999  | 20,9 27.02.19    | 25,6 31.03.21  | 27,9 21.04.18   | 32,4 28.05.17   | 35,4 26.06.19   | 39,3 25.07.19  | 38,2 08.08.03  | 33,1 15.09.20  | 26,2 10.10.1979 | 21,1 02.11.20    | 15,6 17.12.15    | 39,3 2019  |
| Précipitations (mm)                   | 85,9             | 70,2             | 67,5           | 52,6            | 67,9            | 68,4            | 70,7           | 69,5           | 69,6           | 79,7            | 81,7             | 100,4            | 884,1      |

| Diagramme climatique                                  |             |             |           |             |              |              |            |              |             |            |             |
| J                                                     | F           | M           | A         | M           | J            | J            | A          | S            | O           | N          | D           |
| 4,1−0,485,9                                           | 5,8−0,370,2 | 10,42,267,5 | 154,952,6 | 18,88,567,9 | 22,211,568,4 | 24,313,670,7 | 2413,469,5 | 19,410,269,6 | 13,87,179,7 | 8,13,281,7 | 4,60,6100,4 |
| Moyennes : • Temp. maxi et mini °C • Précipitation mm |             |             |           |             |              |              |            |              |             |            |             |

Les paramètres climatiques de la commune ont été estimés pour le milieu du siècle (2041-2070) selon différents scénarios d'émission de gaz à effet de serre à partir des nouvelles projections climatiques de référence DRIAS-2020. Ils sont consultables sur un site dédié publié par Météo-France en novembre 2022.

## Urbanisme

### Typologie
Au 1er janvier 2024, Bousse est catégorisée ceinture urbaine, selon la nouvelle grille communale de densité à sept niveaux définie par l'Insee en 2022.
Elle appartient à l'unité urbaine de Bousse, une unité urbaine monocommunale constituant une ville isolée,. Par ailleurs la commune fait partie de l'aire d'attraction de Luxembourg (partie française), dont elle est une commune de la couronne,. Cette aire, qui regroupe 115 communes, est catégorisée dans les aires de 700 000 habitants ou plus (hors Paris),.

### Occupation des sols
L'occupation des sols de la commune, telle qu'elle ressort de la base de données européenne d’occupation biophysique des sols Corine Land Cover (CLC), est marquée par l'importance des territoires agricoles (43,2 % en 2018), une proportion identique à celle de 1990 (43,2 %). La répartition détaillée en 2018 est la suivante : 
forêts (30,2 %), terres arables (27,5 %), zones urbanisées (15,2 %), prairies (12,2 %), eaux continentales (8,3 %), zones agricoles hétérogènes (3,4 %), milieux à végétation arbustive et/ou herbacée (2,8 %), mines, décharges et chantiers (0,4 %). L'évolution de l’occupation des sols de la commune et de ses infrastructures peut être observée sur les différentes représentations cartographiques du territoire : la carte de Cassini (XVIIIe siècle), la carte d'état-major (1820-1866) et les cartes ou photos aériennes de l'IGN pour la période actuelle (1950 à aujourd'hui).

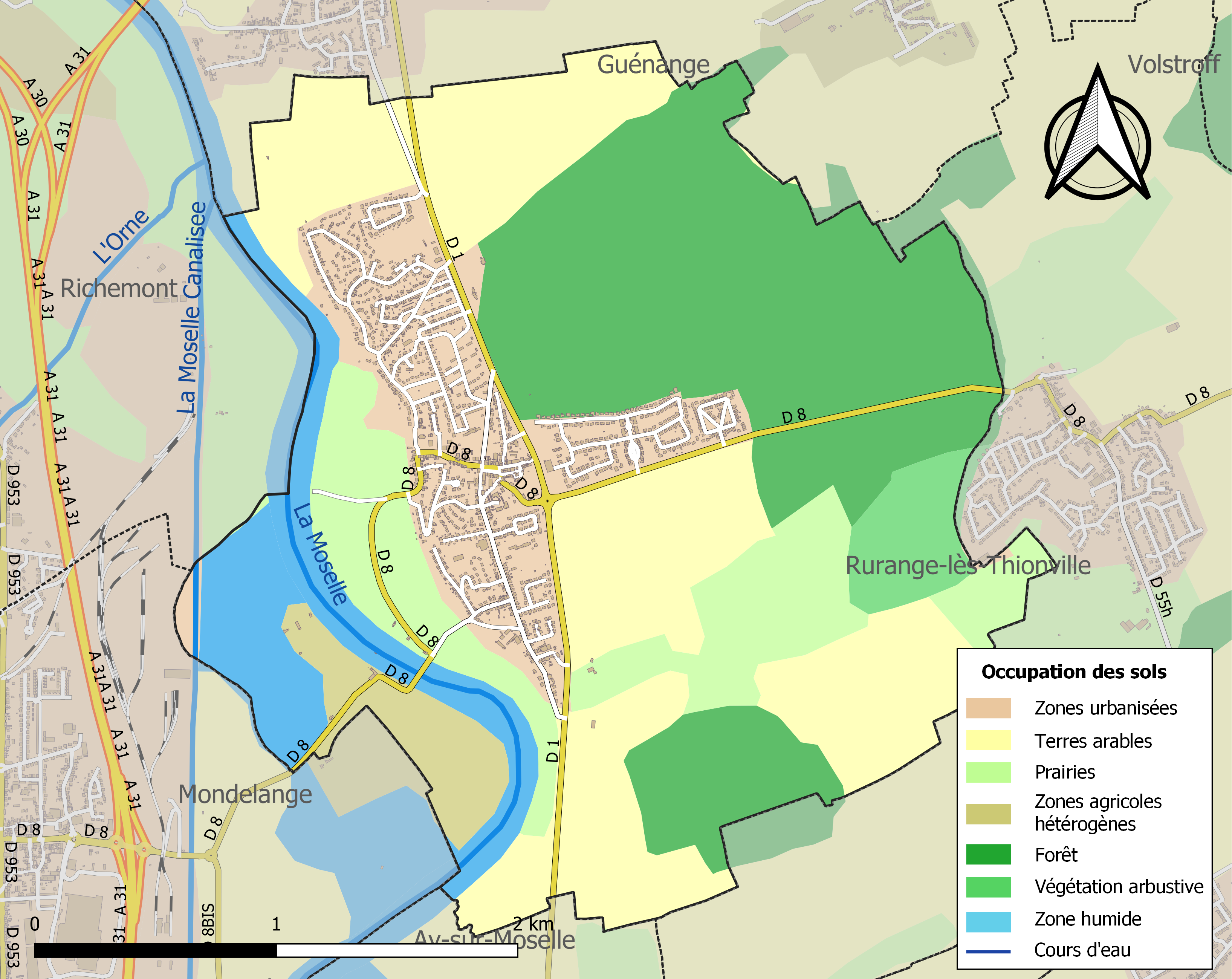
Carte des infrastructures et de l'occupation des sols de la commune en 2018 (CLC).

## Toponymie

### Bousse
Selon Albert Dauzat et Charles Rostaing: du germanique busk (bois);  *busk en proto-germanique et busk en vieux haut allemand, de même sens
- Anciennes mentions : Bous (1224), Buesse (1389), Bouxe (1390), Buss (1594), Boussen (1606), Bousse ou Bouze (1825), Buß (1871-1918 & 1940-44).
- En Francique lorrain : Buuss[16],[17].

### Blettange
- Blaudenges (1128), Bladenges (1179), Blettingen (1354), Bletingen (1403), Bletenge (1489), Bledange (1610), Bletenge (XVIIe siècle), Blettingen-lez-Bousse (sans date), Blettingen (1871-1918 et 1940-1944).
- En Francique lorrain : Bletténg[17] et Bletténgen[16].

### Landrevange
- Connu aussi sous le nom de Lauter-fang et indiquerait un sol faugeux[18]. Lantoluinga (888), Landrowange (1485), Landerfingen (1495), Landerfenges (1501), Lendreffingen et Landreffingen (1528), Landersingen (1537), Laudrevange (1686), Lendrevange (1718), Landrevingen (1871-1918).

## Histoire
Dépendait de la seigneurie de Blettange. Siège d’un couvent ou prieuré des chevaliers de Saint-Jean de Malte jusqu’en 1788.
Sous le nom de Blettange, Bousse formait autrefois avec Landrevange une seigneurie foncière. Le seigneur partageait la juridiction haute et moyenne avec le prévôt de Thionville, qui restait seul investi des pouvoirs du haut justicier. Le château fort de Blettange fut rasé en 1551.
Blettange, Bousse et Landrevange formaient déjà une même communauté en 1528, rattachée à la prévôté de Thionville. Cette communauté était une annexe de la paroisse de Guénange avant 1754.

## Population et société

### Démographie
L'évolution du nombre d'habitants est connue à travers les recensements de la population effectués dans la commune depuis 1793. Pour les communes de moins de 10 000 habitants, une enquête de recensement portant sur toute la population est réalisée tous les cinq ans, les populations de référence des années intermédiaires étant quant à elles estimées par interpolation ou extrapolation. Pour la commune, le premier recensement exhaustif entrant dans le cadre du nouveau dispositif a été réalisé en 2004.

En 2022, la commune comptait 3 254 habitants, en évolution de +3,04 % par rapport à 2016 (Moselle : +0,52 %, France hors Mayotte : +2,11 %).
| 1793 | 1800 | 1806 | 1821 | 1836 | 1841 | 1861 | 1866 | 1871 |
| ---- | ---- | ---- | ---- | ---- | ---- | ---- | ---- | ---- |
| 242  | 411  | 412  | 395  | 354  | 403  | 365  | 380  | 334  |

| 1875 | 1880 | 1885 | 1890 | 1895 | 1900 | 1905 | 1910 | 1921 |
| ---- | ---- | ---- | ---- | ---- | ---- | ---- | ---- | ---- |
| 332  | 346  | 328  | 324  | 317  | 328  | 359  | 334  | 325  |

| 1926 | 1931 | 1936 | 1946 | 1954 | 1962  | 1968  | 1975  | 1982  |
| ---- | ---- | ---- | ---- | ---- | ----- | ----- | ----- | ----- |
| 321  | 371  | 426  | 388  | 548  | 1 081 | 1 387 | 2 079 | 2 576 |

| 1990  | 1999  | 2004  | 2006  | 2009  | 2014  | 2019  | 2022  | - |
| ----- | ----- | ----- | ----- | ----- | ----- | ----- | ----- | - |
| 2 575 | 2 333 | 2 307 | 2 624 | 2 907 | 3 006 | 3 205 | 3 254 | - |

### Sports
- Handball club, fusion de trois communes Bousse, Rurange et Luttange plus de 200 licenciés (joue en Nationale 3 depuis 2006-2007) ;
- Football.
- Tennis club

## Culture locale et patrimoine

### Lieux et monuments

#### Édifices civils
- vestiges gallo-romains ;
- château de Blettange, parties constituantes : parties agricoles ; chapelle. Château construit au XVe siècle. Henri Claude de Verpy entreprend d’importants travaux à partir de 1755. Les façades du château sont repercées, les dépendances et les pavillons abritant la chapelle et la chambre à four sont ajoutés. L’aile Nord-Est est terminée en 1758 (date portée par la clef des portes charretières). Incendié en 1967, le château est depuis en cours de restauration. On y découvre encore quelques vestiges d’une forteresse, rasée par le prince de Nassau en 1521.
- moulin en ruine, situé sur la route départementale daté de la première moitié du XIXe siècle.

Lieux d'enseignement
- école maternelle publique Le Plateau
- école élémentaire publique Les Saules

Collège public du secteur : collège René-Cassin à Guénange.

#### Édifices religieux

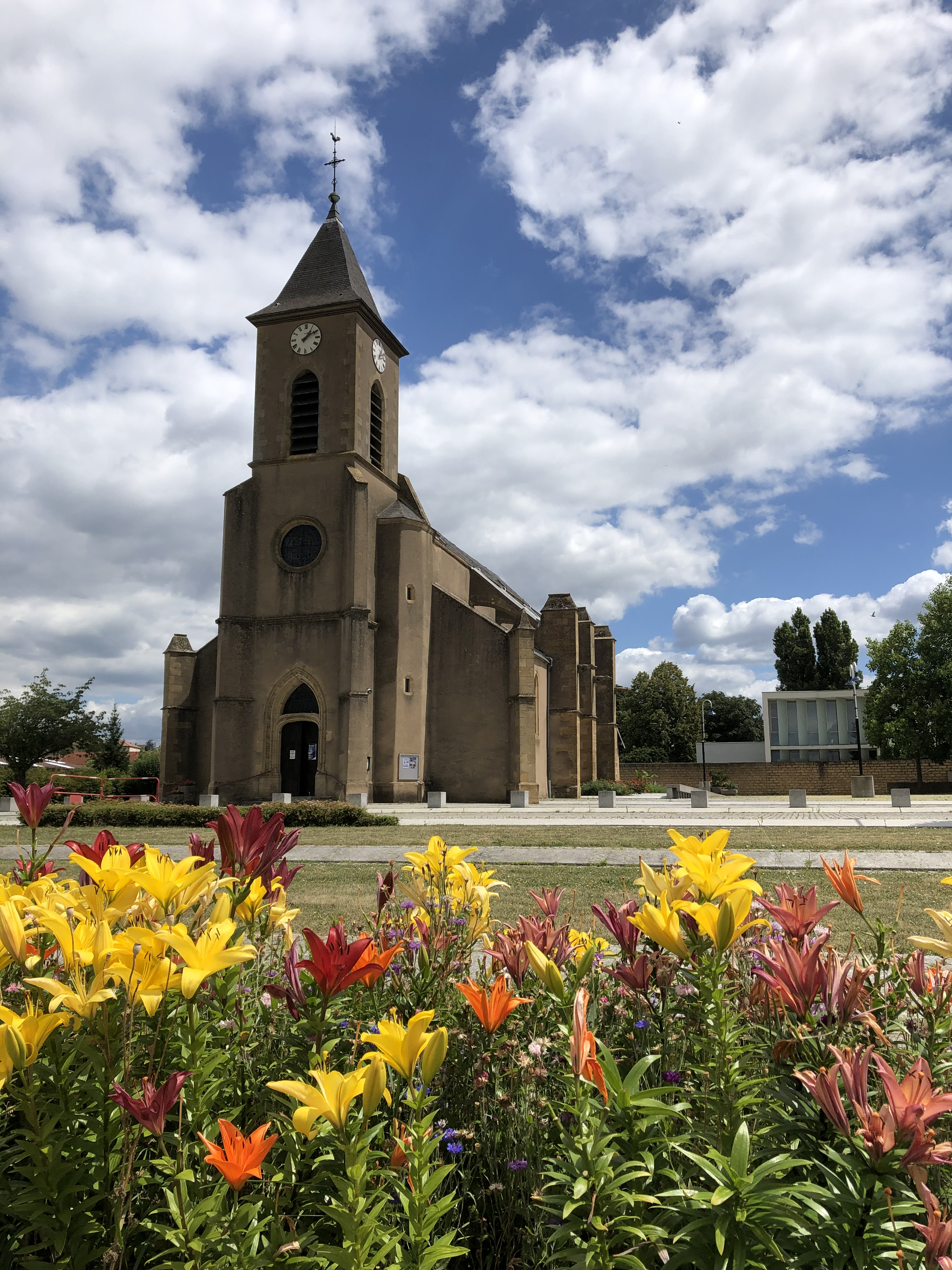
Église paroissiale de la Nativité-de-la-Vierge.

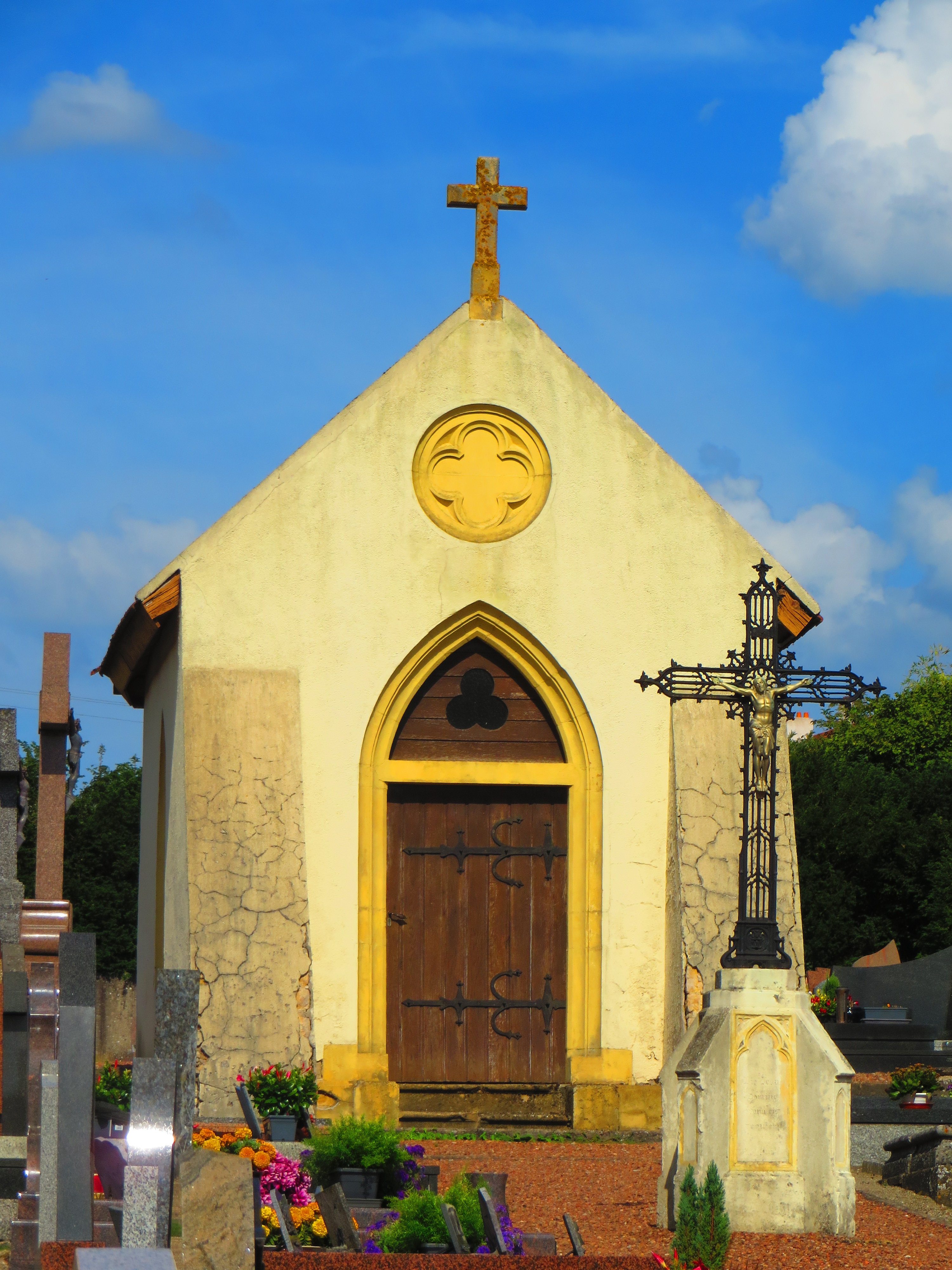
Chapelle du cimetière

- église paroissiale de la Nativité-de-la-Vierge, construite au XIVe ou XVe siècle, probablement sur une chapelle templière[24] ; clocher élevé en 1842 contre le pan est du chœur ; d’importantes restauration ont lieu en 1861 sous la conduite de l’architecte Jacquemin ; en 1869 une nouvelle tour clocher est reconstruite en façade après démolition de l’ancienne en partie ruinée ; armoiries non identifiées. Consacrée en 1358 par l’archevêque de Trèves Bohémond ; trois nefs, clés avec fleurs, écus, croix et étoiles ; portail, gargouilles ; statue de la Vierge à l’Enfant du XIVe siècle ; vitraux de Camille Hilaire.
- chapelle au cimetière.

### Personnalités liées à la commune
- Antoine Morlot (1766-1809), général de division en 1794 ;
- Auguste Migette (1802-1884), peintre ;
- Jean-Baptiste Pelt, né à Bousse en 1863 et évêque de Metz de 1919 à 1937.

### Héraldique
| Blason de Bousse (Moselle) | Blason  | D'azur au chevron d'argent, accompagné de deux merlettes affrontées d'or en chef et d'une rose du même en pointe. |
| Blason de Bousse (Moselle) | Détails | Le statut officiel du blason reste à déterminer.                                                                  |

## Pour approfondir